# قافز أصفر الذنب
القافز الأصفر الذنب (الاسم العلمي:Salticus flavicruris) هو نوع من العنكبوتيات يتبع جنس القافز من فصيلة العناكب القافزة.